# Écuelles (Seine-et-Marne)
Écuelles ist ein Ortsteil von Moret-Loing-et-Orvanne, eine Commune déléguée mit 2.320 Einwohnern (Stand 1. Januar 2022) und eine ehemalige französische Gemeinde im Département Seine-et-Marne in der Region Île-de-France. Es gehörte zum Kanton Moret-sur-Loing im Arrondissement Fontainebleau und war Mitglied im Gemeindeverband Moret, Seine et Loing. Die Einwohner werden Écuellois genannt.

## Geografie
Écuelles liegt am Loing, einem Nebenfluss der Seine, am südöstlichen Fuße des Waldes von Fontainebleau, und an der Orvanne, die hier in den Loing fließt. Umgeben wird Écuelles von Moret-sur-Loing im Norden und von den Nachbargemeinden Montarlot im Osten, Villecerf im Süden, Épisy im Südwesten, Montigny-sur-Loing im Westen und Südwesten sowie Fontainebleau im Westen.

## Geschichte
Am 1. Januar 2015 fusionierte Écuelles mit Moret-sur-Loing und nahm den neuen Namen Orvanne an. Die beiden ehemaligen Gemeinden blieben als Teilgemeinden (frz. commune déléguée) von Orvanne erhalten. Vor der Fusion war der Ort mit dem INSEE-Code 77166 gekennzeichnet und hatte zuletzt 2457 Einwohner (Stand 2013).

## Bevölkerungsentwicklung
| Jahr      | 1962  | 1968  | 1975  | 1982  | 1990  | 1999  | 2006  | 2011  |
| Einwohner | 1.036 | 1.098 | 1.206 | 1.410 | 1.940 | 2.463 | 2.553 | 2.443 |

## Sehenswürdigkeiten
- Kirche Saint-Rémi aus dem 13. und 14. Jahrhundert, teilweise während der Revolution zerstört, 1880 restauriert, Monument historique
- Menhir (Le pierre droite), Monument historique
- Domäne Ravanne, Monument historique

## Persönlichkeiten
- Joseph Gelineau (1920–2008), Jesuitenpfarrer